# مروان حمادة
مروان حمادة (1939 -)، سياسي لبناني درزي كان وزيراً في عدة وزارات لبنانية وعضوا في مجلس النواب.

## حياته العلمية والعملية
- حاصل على إجازة في الحقوق من جامعة القديس يوسف في لبنان وذلك في عام 1963، كما إنه حاصل على شهادة بالعلوم الاقتصادية.
- في الفترة ما بين 1964 و1975 مارس العمل الصحفي حيث عمل في «صحيفة لوجور»، ثم مساعدًا لرئيس التحرير، كما راسل «مجلة لوبوان» الفرنسية، وعمل أيضًا في مجلة «النهار العربي والدولي» الصادرة في باريس.
- منذ العام 1977 وهو عضو بالمجلس الدرزي للبحوث والإنماء.
- بالفترة ما بين 1977 و1980 كان رئيسًا لمجلس إدارة والمدير العام لمجموعة النهار.
- بالعام 1991 وبعد اتفاق الطائف عين نائبًا عن المقعد الدرزي في جبل لبنان.
- كان وزيراً لعدة مرات في الحكومات اللبنانية:
  - من 25 أكتوبر 1980 حتى 7 أكتوبر 1982 كان وزيرًا للسياحة في حكومة الرئيس شفيق الوزان في عهد الرئيس إلياس سركيس.
  - من 24 ديسمبر 1990 حتى 16 مايو 1992 كان وزيرًا للاقتصاد الوطني والتجارة وذلك في حكومة الرئيس عمر كرامي في عهد الرئيس إلياس الهراوي.
  - من 16 مايو 1992 حتى 31 أكتوبر 1992 كان وزيرًا للشؤون الاجتماعية ووزيرًا للصحة العامة وذلك في حكومة الرئيس رشيد الصلح في عهد الرئيس إلياس الهراوي، وفي 31 أكتوبر 1992 أعيد تعيينه وزيرًا للشؤون الاجتماعية ووزيرًا للصحة العامة وذلك في حكومة الرئيس رفيق الحريري في عهد الرئيس إلياس الهراوي، وظل بالمنصب حتى 25 مايو 1995.
  - من 25 مايو 1995 حتى 7 نوفمبر 1996 كان وزيرًا للصحة العامة في حكومة الرئيس رفيق الحريري في عهد الرئيس إلياس الهراوي.
  - من 26 أكتوبر 2000 حتى 17 أبريل 2003 كان وزيرًا للمهجرين وذلك في حكومة الرئيس رفيق الحريري في عهد الرئيس إميل لحود.
  - في 17 أبريل 2003 عين وزيرًا الاقتصاد الوطني والتجارة وذلك في حكومة الرئيس رفيق الحريري في عهد الرئيس إميل لحود، وفي 9 سبتمبر 2004 استقال مع أعضاء الحزب التقدمي الاشتراكي رفضًا لتعديل الدستور وتمديد الفترة الرئاسية للرئيس إميل لحود.
  - من 19 يوليو 2005 حتى 11 يوليو 2008 كان وزيرًا للاتصالات وذلك في حكومة الرئيس فؤاد السنيورة في عهد الرئيس إميل لحود.
- انتخب عضوًا بالبرلمان اللبناني في دورات الأعوام 1996 نائبًا عن قضاء الشوف، 2000 و2005 نائبًا عن جبل لبنان عن المقعد الدرزي في الشوف، كما انتخب في عام 2009 نائبًا عن دائرة الشوف.
- بتاريخ 1 أكتوبر 2004 استهدفته محاولة اغتيال فاشلة.
- هو حاليًا عضو بمجلس إدارة جريدة النهار اللبنانية.
- بتاريخ 3 أغسطس 2020 أعلن استقالته من مجلس النواب مباشرة على الهواء بعد انفجار مرفأ بيروت 2020.[4][5]

### مُحاولة اغتياله
في 1 أكتوبر/تشرين الأول 2004، أُصيب حمادة في مُحاولة اغتيال فاشلة عن طريق تفجير سيارة مُفخخة في غرب بيروت أسفر عن مقتل حارسه الشخصي وإصابة سائقه. وتُعتبر هذه المُحاولة هي بداية سلسلة اغتيالات لسياسيين وصحفيين لبنانيين مُعظمهم من الشخصيات المُناهضة لسوريا.
ثم قام نائب الرئيس السوري آنذاك عبد الحليم خدام بزيارة حمادة في المركز الطبي بالجامعة الأمريكية في بيروت بعد الهجوم.

## حياته الأسرية
- هو من أسرة إعلامية سياسية درزيَّة،[10] فوالده هو الدبلوماسي «محمد علي حمادة»، وشقيقه الإعلامي «علي حمادة» وشقيقته الشاعرة «ناديا حمادة تويني» زوجة الإعلامي «غسان تويني»، وابن شقيقته الإعلامي «جبران تويني».
- تزوج مرتين الأولى في عام 1964 من سهير حوري وأنجب منها نجليه كريم ورانيا، وفي عام 1984 تزوج من الدبلوماسية والكاتبة لينا مقدادي.